# Campeonato NORCECA de Voleibol Masculino de 2021
El XXVII Campeonato NORCECA de Voleibol Masculino se celebró en la ciudad de Durango, México entre el 18 al 23 de agosto de 2021.
El evento clasificó al primer y segundo lugar al Campeonato Mundial de Voleibol Masculino de 2022. 

## Equipos participantes
| Grupo A           | Grupo B              |
| ----------------- | -------------------- |
| Canadá            | Cuba                 |
| México            | República Dominicana |
| Puerto Rico       | Guatemala            |
| Trinidad y Tobago | Estados Unidos       |

## Procedimiento de desempate
1. Número de partidos ganados
2. Puntos de partido
3. Proporción de puntos
4. Proporción de sets
5. Resultado del último partido entre los equipos empatados

- Partido ganado 3–0: 5 puntos de partido para el ganador, 0 puntos de partido para el perdedor.
- Partido ganado 3–1: 4 puntos de partido para el ganador, 1 punto de partido para el perdedor.
- Partido ganado 3–2: 3 puntos de partido para el ganador , 2 puntos de partido para el perdedor.

## Ronda preliminar
- Del 18 al 20 de agosto
- Sede:  Auditorio del Pueblo
- Todos los horarios corresponden a la hora de Durango, México ( UTC-06:00 )

|  | Calificados para Semifinales      |
|  | Calificados para cuartos de final |

### Grupo A
|     |                   | Partidos | Partidos | Partidos |     | Sets | Sets | Sets  | Puntos | Puntos | Puntos |
| Pos | Equipo            | PJ       | PG       | PP       | Pts | SG   | SP   | Ratio | PG     | PP     | Ratio  |
| --- | ----------------- | -------- | -------- | -------- | --- | ---- | ---- | ----- | ------ | ------ | ------ |
| 1.º | México            | 3        | 3        | 0        | 14  | 9    | 1    | 9.000 | 248    | 185    | 1.341  |
| 2.º | Puerto Rico       | 3        | 2        | 1        | 11  | 7    | 3    | 2.333 | 235    | 207    | 1.135  |
| 3º  | Canadá            | 3        | 1        | 2        | 5   | 3    | 6    | 0.500 | 214    | 197    | 1.086  |
| 4º  | Trinidad y Tobago | 3        | 0        | 3        | 0   | 0    | 9    | 0.000 | 137    | 225    | 0.609  |

| Fecha        | Hora  | Equipo 1    | Sets  | Equipo 2          | Set 1 | Set 2 | Set 3 | Set 4 | Set 5 | Total |
| ------------ | ----- | ----------- | ----- | ----------------- | ----- | ----- | ----- | ----- | ----- | ----- |
| 18 de agosto | 15:00 | Canadá      | 0 : 3 | Puerto Rico       | 22-25 | 20-25 | 19-25 |       |       | 61-75 |
| 18 de agosto | 20:00 | México      | 3 : 0 | Trinidad y Tobago | 25-11 | 25-13 | 25-8  |       |       | 75-32 |
| 19 de agosto | 13:00 | Canadá      | 3 : 0 | Trinidad y Tobago | 25-22 | 25-18 | 25-14 |       |       | 75-54 |
| 19 de agosto | 20:00 | México      | 3 : 1 | Puerto Rico       | 20-25 | 25-22 | 25-20 | 25-18 |       | 95-85 |
| 20 de agosto | 13:00 | Puerto Rico | 3 : 0 | Trinidad y Tobago | 25-17 | 25-16 | 25-18 |       |       | 75-51 |
| 20 de agosto | 20:00 | México      | 3 : 0 | Canadá            | 25-21 | 28-26 | 25-21 |       |       | 78-68 |

### Grupo B
|     |                      | Partidos | Partidos | Partidos |     | Sets | Sets | Sets  | Puntos | Puntos | Puntos |
| Pos | Equipo               | PJ       | PG       | PP       | Pts | SG   | SP   | Ratio | PG     | PP     | Ratio  |
| --- | -------------------- | -------- | -------- | -------- | --- | ---- | ---- | ----- | ------ | ------ | ------ |
| 1.º | Cuba                 | 3        | 3        | 0        | 14  | 9    | 1    | 9.000 | 254    | 217    | 1.171  |
| 2.º | Estados Unidos       | 3        | 2        | 1        | 7   | 6    | 6    | 1.000 | 277    | 264    | 1.049  |
| 3.º | República Dominicana | 3        | 1        | 2        | 6   | 5    | 7    | 0.714 | 277    | 288    | 0.962  |
| 4.º | Guatemala            | 3        | 0        | 3        | 3   | 3    | 9    | 0.333 | 252    | 291    | 0.866  |

| Fecha        | Hora  | Equipo 1             | Sets  | Equipo 2             | Set 1 | Set 2 | Set 3 | Set 4 | Set 5 | Total   |
| ------------ | ----- | -------------------- | ----- | -------------------- | ----- | ----- | ----- | ----- | ----- | ------- |
| 18 de agosto | 13:00 | Estados Unidos       | 3 : 2 | Guatemala            | 24-26 | 25-23 | 23-25 | 25-20 | 15-10 | 111-104 |
| 18 de agosto | 18:00 | Cuba                 | 3 : 1 | República Dominicana | 25-17 | 29-31 | 25-21 | 2519  |       | 104-88  |
| 19 de agosto | 15:00 | Cuba                 | 3 : 0 | Guatemala            | 25-22 | 25-22 | 25-19 |       |       | 75-63   |
| 19 de agosto | 18:00 | Estados Unidos       | 3 : 1 | República Dominicana | 25-18 | 23-25 | 25-18 | 26-24 |       | 99-85   |
| 20 de agosto | 15:00 | República Dominicana | 3 : 1 | Guatemala            | 29-31 | 25-16 | 25-19 | 25-19 |       | 104-85  |
| 20 de agosto | 18:00 | Estados Unidos       | 0 : 3 | Cuba                 | 23-25 | 23-25 | 20-25 |       |       | 66-75   |

## Ronda final
- Del 21 al 23 de agosto
- Sede:  Auditorio del Pueblo
- Todos los horarios corresponden a la hora de Durango, México ( UTC-06:00 )

|  | 5° y 6° lugar | 5° y 6° lugar        | 5° y 6° lugar |  |  | Clasificación 5°-8° puesto | Clasificación 5°-8° puesto | Clasificación 5°-8° puesto |  |  | Cuartos de final | Cuartos de final     | Cuartos de final |  |  | Semifinales | Semifinales | Semifinales |  |  | Final        | Final        | Final        |
|  |               |                      |               |  |  |                            |                            |                            |  |  |                  |                      |                  |  |  |             |             |             |  |  |              |              |              |
|  |               |                      |               |  |  | 3B                         | República Dominicana       | 3                          |  |  |                  |                      |                  |  |  | 1B          | Cuba        | 1           |  |  |              |              |              |
|  |               |                      |               |  |  | 4A                         | Trinidad y Tobago          | 0                          |  |  | 2A               | Puerto Rico          | 3                |  |  | 2A          | Puerto Rico | 3           |  |  |              |              |              |
|  | 2B            | Estados Unidos       | 3             |  |  |                            |                            |                            |  |  | 3B               | República Dominicana | 1                |  |  |             |             |             |  |  | 2A           | Puerto Rico  | 3            |
|  | 3B            | República Dominicana | 1             |  |  |                            |                            |                            |  |  |                  |                      |                  |  |  |             |             |             |  |  | 3A           | Canadá       | 0            |
|  |               |                      |               |  |  | 2B                         | Estados Unidos             | 3                          |  |  |                  |                      |                  |  |  | 1A          | México      | 0           |  |  |              |              |              |
|  | 7° y 8° lugar | 7° y 8° lugar        | 7° y 8° lugar |  |  | 4B                         | Guatemala                  | 1                          |  |  | 2B               | Estados Unidos       | 2                |  |  | 3A          | Canadá      | 3           |  |  | Tercer lugar | Tercer lugar | Tercer lugar |
|  |               |                      |               |  |  |                            |                            |                            |  |  | 3A               | Canadá               | 3                |  |  |             |             |             |  |  |              |              |              |
|  | 4A            | Trinidad y Tobago    | 0             |  |  |                            |                            |                            |  |  |                  |                      |                  |  |  |             |             |             |  |  | 1B           | Cuba         | 1            |
|  | 4B            | Guatemala            | 3             |  |  |                            |                            |                            |  |  |                  |                      |                  |  |  |             |             |             |  |  | 1A           | México       | 3            |

### Cuartos de final
| Fecha        | Hora  | Equipo 1       | Sets  | Equipo 2             | Set 1 | Set 2 | Set 3 | Set 4 | Set 5 | Total  |
| ------------ | ----- | -------------- | ----- | -------------------- | ----- | ----- | ----- | ----- | ----- | ------ |
| 21 de agosto | 18:00 | Estados Unidos | 2 : 3 | Canadá               | 25-22 | 22-25 | 15-25 | 25-22 | 10-15 | 97-109 |
| 21 de agosto | 20:00 | Puerto Rico    | 3 : 1 | República Dominicana | 25-22 | 22-25 | 25-16 | 25-23 |       | 97-83  |

### Clasificación 5°-8°
| Fecha        | Hora  | Equipo 1          | Sets  | Equipo 2             | Set 1 | Set 2 | Set 3 | Set 4 | Set 5 | Total  |
| ------------ | ----- | ----------------- | ----- | -------------------- | ----- | ----- | ----- | ----- | ----- | ------ |
| 22 de agosto | 13:00 | Trinidad y Tobago | 0 : 3 | República Dominicana | 19-25 | 20-25 | 22-25 |       |       | 61-75  |
| 22 de agosto | 15:00 | Guatemala         | 1 : 3 | Estados Unidos       | 25-23 | 22-25 | 19-25 | 31-33 |       | 97-106 |

### Semifinales
| Fecha        | Hora  | Equipo 1 | Sets  | Equipo 2    | Set 1 | Set 2 | Set 3 | Set 4 | Set 5 | Total  |
| ------------ | ----- | -------- | ----- | ----------- | ----- | ----- | ----- | ----- | ----- | ------ |
| 22 de agosto | 18:00 | Cuba     | 1 :3  | Puerto Rico | 16-25 | 25-19 | 24-26 | 29-31 |       | 94-101 |
| 22 de agosto | 20:00 | México   | 0 : 3 | Canadá      | 22-25 | 17-25 | 18-25 |       |       | 57-75  |

### Séptimo puesto
| Fecha        | Hora  | Equipo 1          | Sets  | Equipo 2  | Set 1 | Set 2 | Set 3 | Set 4 | Set 5 | Total |
| ------------ | ----- | ----------------- | ----- | --------- | ----- | ----- | ----- | ----- | ----- | ----- |
| 23 de agosto | 13:00 | Trinidad y Tobago | 0 : 3 | Guatemala | 22-25 | 22-25 | 21-25 |       |       | 65-75 |

### Quinto puesto
| Fecha        | Hora  | Equipo 1             | Sets  | Equipo 2       | Set 1 | Set 2 | Set 3 | Set 4 | Set 5 | Total |
| ------------ | ----- | -------------------- | ----- | -------------- | ----- | ----- | ----- | ----- | ----- | ----- |
| 23 de agosto | 15:00 | República Dominicana | 1 : 3 | Estados Unidos | 25-21 | 22-25 | 22-25 | 21-25 |       | 90-96 |

### Tercer puesto
| Fecha        | Hora  | Equipo 1 | Sets  | Equipo 2 | Set 1 | Set 2 | Set 3 | Set 4 | Set 5 | Total  |
| ------------ | ----- | -------- | ----- | -------- | ----- | ----- | ----- | ----- | ----- | ------ |
| 23 de agosto | 18:00 | Cuba     | 1 : 3 | México   | 25-22 | 18-25 | 28-30 | 25-27 |       | 96-104 |

### Final
| Fecha        | Hora  | Equipo 1    | Sets  | Equipo 2 | Set 1 | Set 2 | Set 3 | Set 4 | Set 5 | Total |
| ------------ | ----- | ----------- | ----- | -------- | ----- | ----- | ----- | ----- | ----- | ----- |
| 23 de agosto | 20:00 | Puerto Rico | 3 : 0 | Canadá   | 25-18 | 25-21 | 25-23 |       |       | 75-62 |

## Posiciones finales
| Pos.              | Equipo               |
| ----------------- | -------------------- |
| Medalla de oro    | Puerto Rico CM       |
| Medalla de plata  | Canadá CM            |
| Medalla de bronce | México               |
| 4                 | Cuba                 |
| 5                 | Estados Unidos       |
| 6                 | República Dominicana |
| 7                 | Guatemala            |
| 8                 | Trinidad y Tobago    |

| \| \| \| \| \| Campeón Puerto Rico[2] 1.er título \| Plantel: 1 Gabriel García, 4 Dennis Del Valle, 5 Pedro Nieves, 7 Arturo Iglesias , 9 Pedro Molina, 10 Adrián Iglesias Pastrana, 13 Roque Nido Álvarez, 14 Pelegrin Vargas, 15 Jonathan Rodríguez, 17 Kevin López, 18 Ismael Alomar, 25 Jair Santiago. Entrenador: Oswald Irwin Antonetti Cameron |
| |
| |
| Campeón Puerto Rico 1.er título |

|                                 |
|                                 |
| Campeón Puerto Rico 1.er título |

## Distinciones individuales
| Categoría                 | Ganadora                                |
| ------------------------- | --------------------------------------- |
| Jugador Más Valioso (MVP) | Arturo Iglesias                         |
| Mejor colocador / armador | Pedro Rangel                            |
| Mejor punta / receptor    | Miguel Ángel López Brandon Koppers      |
| Mejor central / medio     | José Israel Masso Dawilin Ramill Méndez |
| Mejor atacante opuesto    | Henry Omar Tapia                        |
| Mejor líbero              | Dennis Del Valle                        |
| Mejor receptor            | Carlos López                            |
| Mejor defensa             | Dennis Del Valle                        |
| Mejor servicio            | José de Jesús López                     |
| Mayor anotador            | Henry Omar Tapia (97 pts)               |